# Mazarunia
Genre
Mazarunia est un genre de poissons de la famille des Cichlidae.

## Liste des espèces
Selon FishBase (25 janv. 2017) :
- Mazarunia charadrica López-Fernández, Taphorn B. & Liverpool, 2012
- Mazarunia mazarunii Kullander, 1990
- Mazarunia pala López-Fernández, Taphorn B. & Liverpool, 2012